# Elephenor
Elephenor was in de Ilias van Homerus een Griekse held uit Euboea. Hij was de zoon van Chalcodon. Elephenor werd in de strijd gedood door Agenor terwijl hij probeerde de wapenrusting van de gedode Echepolus te roven.